# Intercosmos 14
Intercosmos 14 fue un satélite artificial científico soviético perteneciente al programa Intercosmos y a la clase de satélites DS (el último de tipo DS-U2-IK) y lanzado el 11 de diciembre de 1975 mediante un cohete Cosmos 3 desde el cosmódromo de Plesetsk. El satélite fue una de las contribuciones soviéticas al programa internacional conjunto International Magnetospheric Study para el estudio de la magnetosfera terrestre.

## Objetivos
El objetivo de Intercosmos 14 fue realizar estudios sobre la ionosfera terrestre (variación de la densidad de plasma y en la densidad de electrones y su temperatura, variaciones del contenido total de electrones en la ionosfera) así como estudiar las ondas electromagnéticas ELF y VLF y el flujo de micrometeoritos a lo largo de su órbita.

## Características
El satélite tenía una masa de 700 kg y fue inyectado inicialmente en una órbita con un perigeo de 345 km y un apogeo de 1707 km, con una inclinación orbital de 74 grados y un periodo de 105,3 minutos.
A bordo llevaba un sistema de telemetría y un transmisor de banda ancha para enviar datos en tiempo real. También llevaba una cinta para grabar datos y transmitirlos posteriormente. Como instrumentos llevaba, entre otros, un receptor de cuatro componentes para ELF/VLF y un medidor de temperatura de electrones. Las operaciones con el satélite cesaron el 28 de junio de 1976.
Intercosmos 14 reentró en la atmósfera el 27 de febrero de 1983.
La etapa superior del cohete lanzador de Intercosmos 14 permaneció en órbita durante años, y el 2 de julio de 1982 pasó a menos de 10 km del transbordador espacial Columbia, durante la misión STS-4. Pocos meses después la etapa superior reentró en la atmósfera.

## Resultados científicos
Intercosmos 14 obtuvo mediciones sobre micrometeoritos a lo largo de su órbita, así como de los experimentos sobre ondas ELV y VLF.